# Estação Mãe Maria
A Estação Mãe Maria foi uma estação ferroviária pertencente ao Ramal Mairinque-Santos da antiga EFS.
Foi inaugurada em 1938 e se localizava em meio à Serra do Mar, no município de São Vicente-SP.
A região onde se localizava a parada é de difícil acesso. Não há ligação viária, sendo ponto de passagem dos trens que desciam a serra com destino a Santos.
A estação já chegou a receber os trens de passageiros da EFS e da Fepasa; assim como a Parada Salles da Cruz, foi desativada muito antes do fim do atendimento de passageiros no ramal, que ocorreu em 1997. Em 1986 já havia sido demolida.
Com o fim do atendimento a passageiros no ramal, hoje a região é somente um ponto de passagem dos trens cargueiros da Rumo Logística (Antiga ALL), visto que a estação não existe mais.

### Acidente nas Imediações
A região já foi palco de um acidente ferroviário. Às 3h do dia 17 de outubro de 1962, um trem que a uns minutos antes do ocorrido, havia partido da Estação Mãe Maria, acabou descarrilando por conta de falha nos freios. A locomotiva puxava 16 vagões, 10 pessoas ficaram feridas e 3 residências que se encontravam nas imediações ficaram destruídas.
A circulação de trens no ramal ficou interrompida durante várias horas.